# Rudolf Schwander

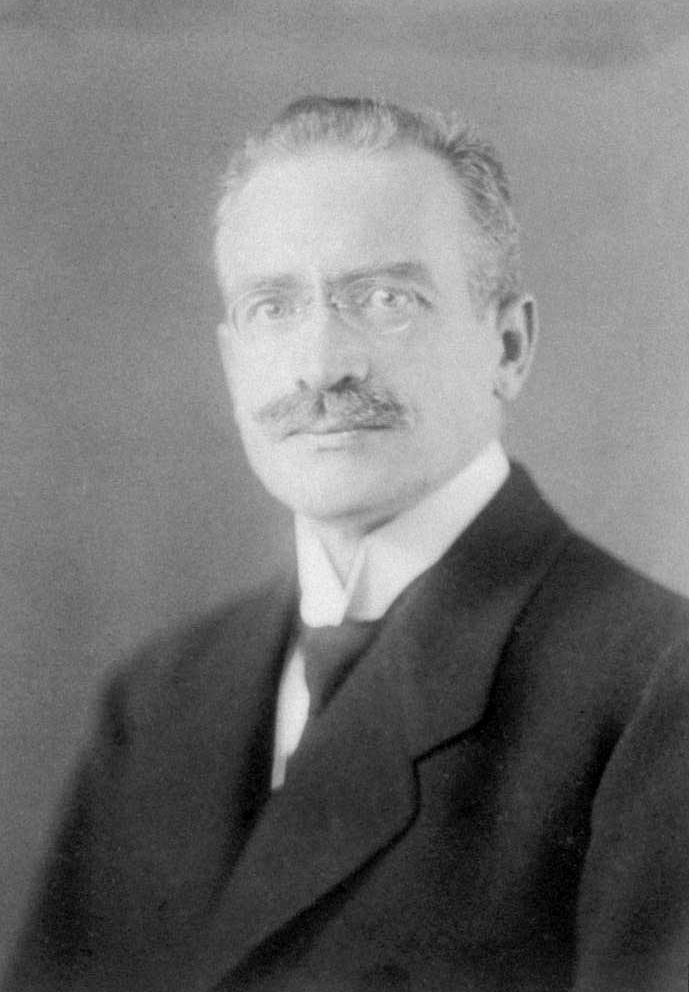
Rudolf Schwander

Rudolf Schwander (* 23. Dezember 1868 in Colmar, Kaiserreich Frankreich; † 25. Dezember 1950 in Oberursel, Taunus) war ein deutscher Politiker und Sozialreformer. Er wirkte u. a. als Bürgermeister von Straßburg und Oberpräsident von Hessen-Nassau.

## Leben

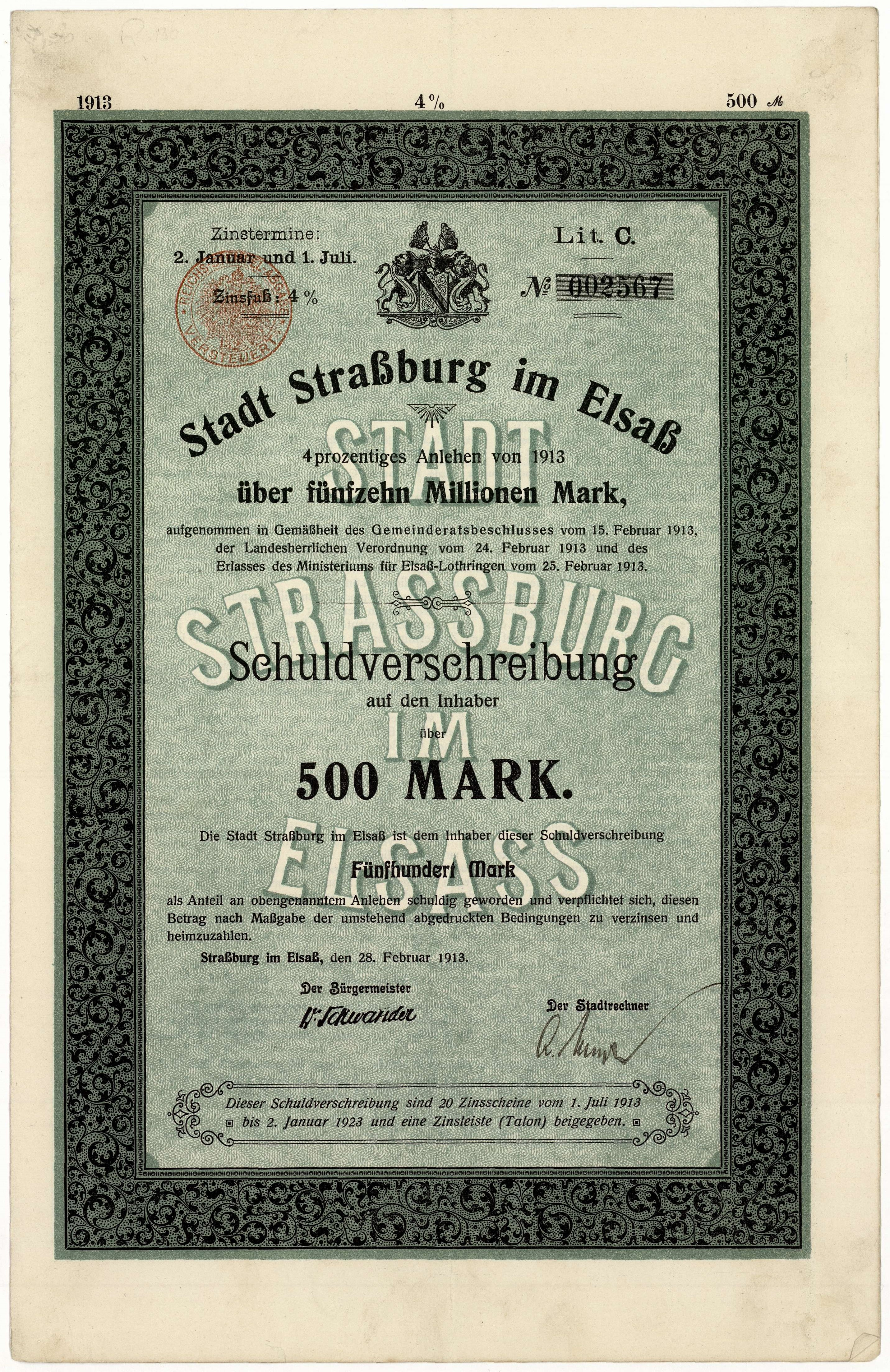
Anleihe der Stadt Straßburg im Elsaß vom 28. Februar 1913 mit Unterschrift von Bürgermeister Schwander

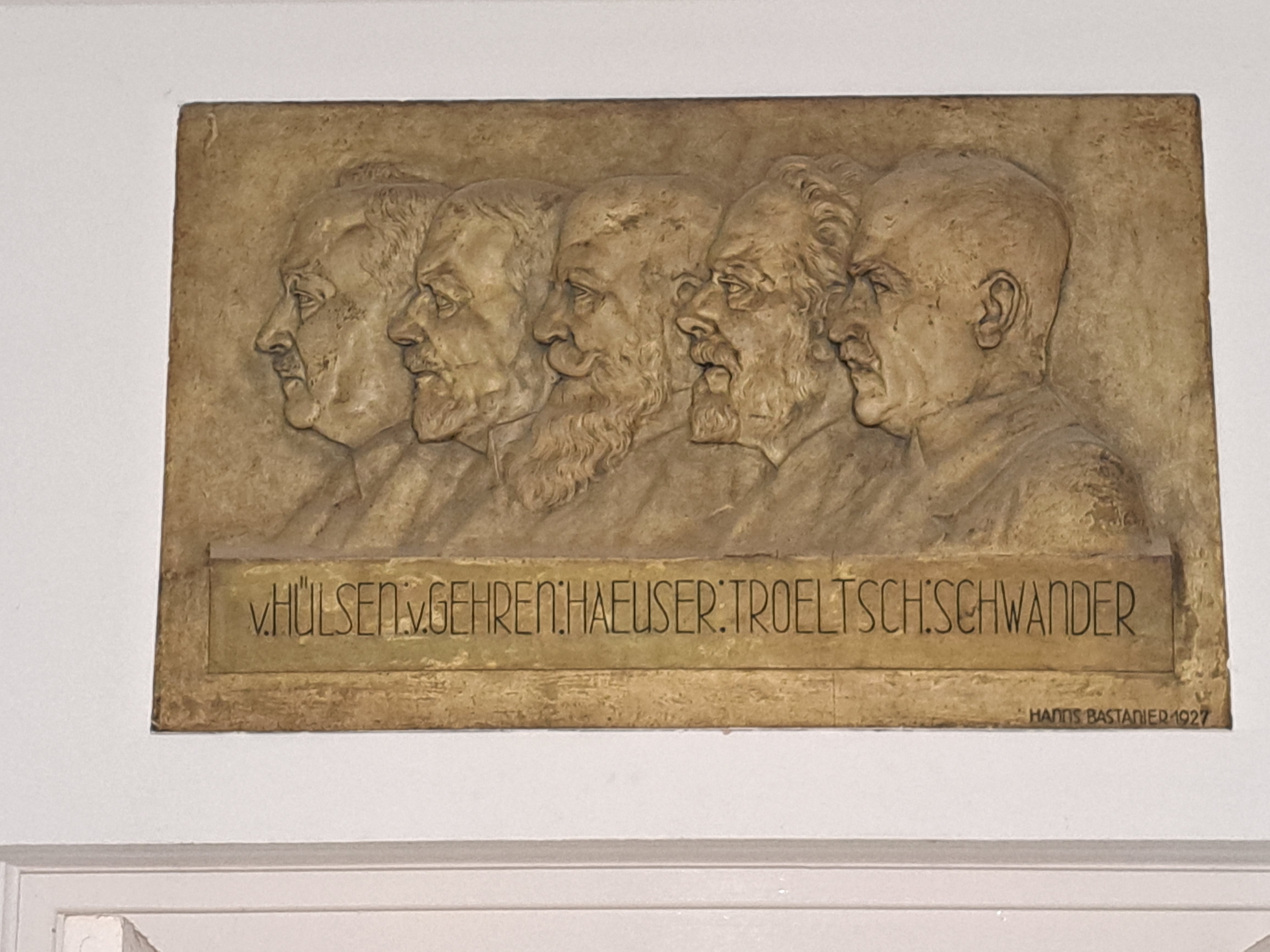
Schwander im Porträtprofil, 1. v. rechts, Relief im Kunstgebäude der Philipps-Universität Marburg

Der gebürtige Elsässer Rudolf Schwander war der Sohn von Anne Barbe Schwander und laut weit verbreiteten Gerüchten dem Colmarer Bürgermeister Camille Schlumberger.  Nach dem Besuch der Volks- und Spezialschule arbeitete Schwander zunächst als Schreiber und Bürogehilfe in seiner Geburtsstadt Colmar, holte aber nebenbei das Abitur nach. Zwischen 1897 und 1901 studierte er in Straßburg Rechts- und Staatswissenschaften und wurde mit einer Arbeit über das französische Armenwesen zum Doktor der Politikwissenschaften promoviert.
Er trat 1900 in den städtischen Dienst ein und übernahm dort die Leitung der Armen- und Spitalverwaltung, zwei Jahre später wurde er zudem Beigeordneter von Straßburg. Beeinflusst durch Friedrich Naumann führte er in der Folgezeit bahnbrechende Sozialreformen durch und etablierte im Jahre 1905 das Straßburger System. Kommunale Behörden – sogenannte Armenämter – wurden mit der Aufgabe betraut, Einwohner auf ihre Bedürftigkeit zu prüfen und zu entscheiden, ob ein Anrecht auf öffentliche Unterstützung besteht und nicht mehr wie zuvor durch allein Ehrenamtliche. Während (weibliche) ehrenamtliche Helfer für die Beratung und Evaluierung vor Ort zuständig waren, oblag die Beurteilung in den Verwaltungsstellen (männlichen) hauptamtlichen Mitarbeitern. Indem er das sogenannte Elberfelder System abschaffte, legte Schwander damit den ersten Schritt zu einer professionellen Sozialhilfe zurück.
Ein Jahr später wurde Schwander zum Straßburger Bürgermeister ernannt. Als solcher traute er im April 1908 persönlich die in Straßburg geborene und von ihm schon früher geförderte Elly Knapp mit Naumanns engem Mitarbeiter Theodor Heuss. Einem kurzen Intermezzo als kommissarischer Staatssekretär im Reichswirtschaftsamt 1917 folgte im Juni 1918 die Rückkehr ins Straßburger Rathaus. Seit 1911 war er Abgeordneter der 1. Kammer des Landtags des Reichslandes Elsaß-Lothringen. Noch im Oktober 1918 wurde er „kaiserlicher Statthalter“ im Reichsland Elsaß-Lothringen, konnte dessen folgende Abtrennung vom Reich jedoch nicht mehr verhindern.
Von 1919 bis 1930 lenkte er, nunmehr Mitglied der linksliberalen Deutschen Demokratischen Partei, als Oberpräsident die Geschicke der Provinz Hessen-Nassau. Ministerposten, die ihm in der Weimarer Republik und auch noch nach 1945 angeboten wurden, lehnte er stets ab. In der Inflationszeit 1923 rettete er die Stiftungsuniversität Frankfurt durch ein Abkommen zwischen Land und Stadt vor dem Untergang. Als ihn 1933 der Rektor zum Kurator machen wollte, wurde er von den Nationalsozialisten wegen politischer Unzuverlässigkeit zurückgewiesen. Nach dem Krieg wurde er Ehrensenator der Johann-Wolfgang-Goethe-Universität und erhielt mehrfach die Ehrendoktorwürde.
In den 1930er Jahren war er Administrator des Städelschen Kunstinstituts und des Freien Deutschen Hochstifts in Frankfurt am Main. Die hessische Landesregierung berief ihn 1948 zum Sachverständigen einer Kabinettskommission, die eine Verwaltungsreform erarbeiten sollte.
Schwander war zeitweise Staatskommissar für die Universität Frankfurt. 1903 trat er dem Deutschen Verein für Armenpflege und Wohltätigkeit, dem Dachverband der öffentlichen und privaten Wohlfahrtseinrichtungen, bei, der ihm 1930 die Ehrenmitgliedschaft verlieh. Ab 1941 war er Vorsitzender des wissenschaftlichen „Instituts der Elsaß-Lothringer im Reich“, ELI, an der Universität Frankfurt am Main, bis zur Auflösung 1945. Hier trafen sich hauptsächlich Deutschnationale und Irredentisten, welche verhindern wollten, dass diese Provinzen wieder ein Teil der französischen Republik wurden.

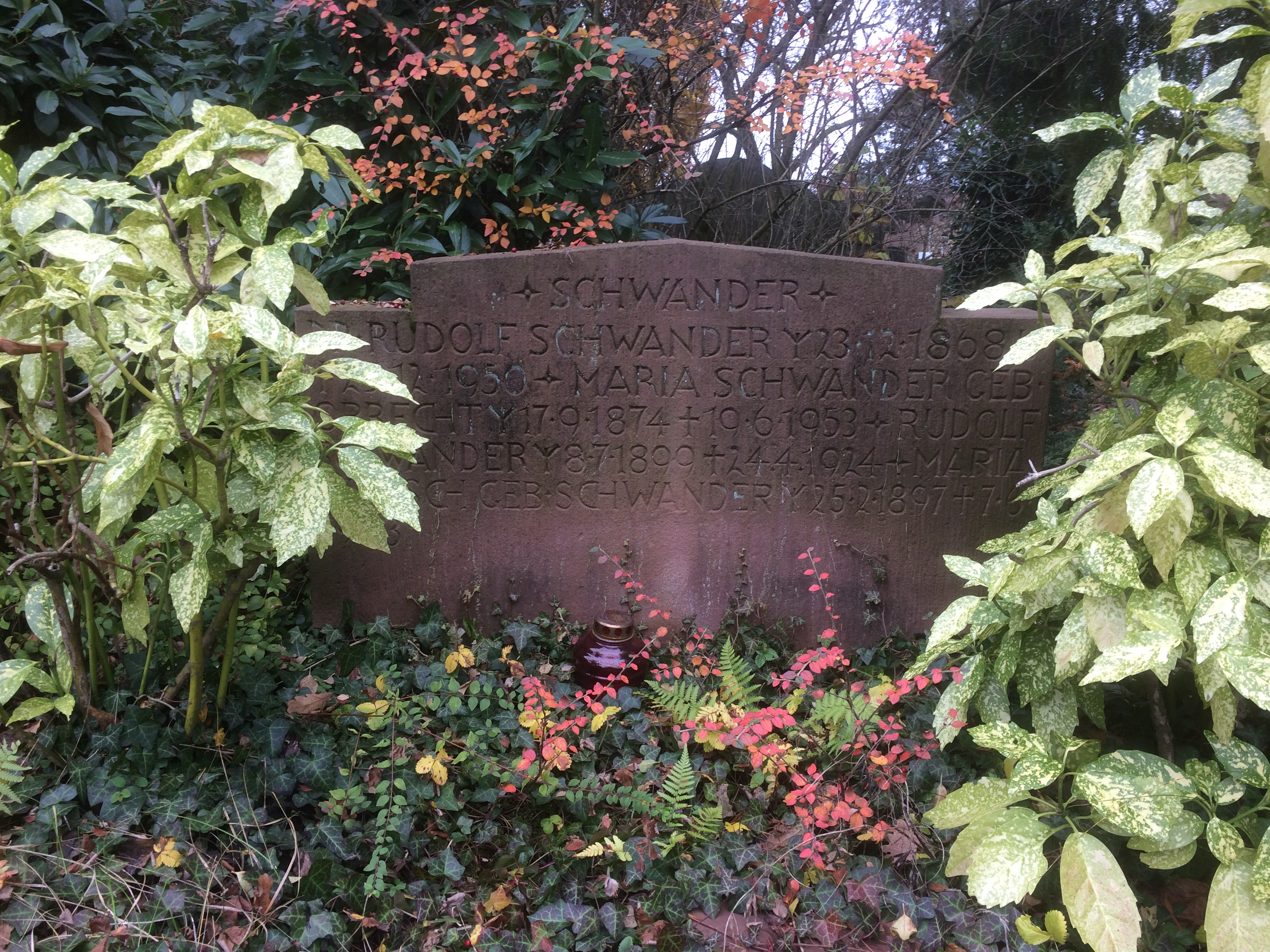
Grab von Dr. Rudolf Schwander und Familie auf dem Alten Friedhof in Oberursel.

Schwander zog 1932 nach Oberursel, wo er mit seiner Gattin Maria geb. Obrecht aus Horbourg bis zu seinem Tode wohnte und auf dem Alten Friedhof beigesetzt ist. Bei einer Gedenkfeier in Frankfurt anlässlich seines Todes würdigten ihn Reichskanzler a. D. Hans Luther, der Rektor der Frankfurter Universität, Boris Rajewsky, und der Frankfurter Oberbürgermeister Walter Kolb.

## Ehrungen
Nach Rudolf Schwander sind die Rudolf-Schwander-Straße in Kassel und die Allée Rudolf Schwander  in Strasbourg benannt.  Nach dem Krieg wurde Schwander Ehrensenator der Johann-Wolfgang-Goethe-Universität und erhielt mehrfach die Ehrendoktorwürde.